# Vera Yupanqui
Vera Lucía Yupanqui Murrieta (* 17. Oktober 1982 in Lima) ist eine peruanische Fußballschiedsrichterassistentin.
Yupanqui stammt aus Lima und leitet Spiele im peruanischen Vereinsfußball. Darüber hinaus steht sie seit 2016 auf der Liste der FIFA-Schiedsrichter und ist an der Spielleitung internationaler Fußballpartien beteiligt.
Yupanqui wurde für die Copa América 2018 in Chile und die Copa América 2022 in Peru nominiert. Zudem war sie als Schiedsrichterassistentin bei der U-20-Südamerikameisterschaft 2022 in Chile und bei der U-17-Weltmeisterschaft 2024 in der Dominikanischen Republik im Einsatz.